# Бакман, Райнхольд
Райнхольд Рихард Юлиус Бакман (нем. Reinhold Richard Julius Backmann; 1 декабря 1884, Лейпциг — 4 марта 1947, Вена) — немецкий германист, учитель; член НСДАП (1937) и СС (1939); один из издателей 42-томного собрания сочинений Франца Грильпарцера.

## Биография
Райнхольд Рихард Юлиус Бакман родился 1 декабря 1884 года в Лейпциге в семье портного Магнуса Бакмана. С 1891 по 1895 год Райнхольд посещал Третью гражданскую школу в Лейпциге, затем — с 1895 по 1904 — школу Святого Фомы в том же городе. В 1904—1911 годах он изучал современную филологию в Лейпцигском университете; среди его преподавателей были Эдуард Зиверс, Эмиль Юнгман и Альберт Кестер. Университетское образование Бакмана было прервано однолетней военной службой в качестве добровольца в 1904/1905 годах. В 1911 году в Лейпциге Райнхольд Бакман получил кандидатскую степень по литературе с работой по творчеству Франца Грильпарцера — Райнхольд продолжал заниматься данным автором и позже, вплоть до 1942 года. С 1912 по 1942 год Бакман преподавал в городе Плауэн в Фогтланде. В период Первой мировой войны, с 1914 по 1919 год, Бакман служил сначала лейтенантом, затем — старшим лейтенантом на Восточном фронте. В 1919 году он недолго состоял членом Немецкой национальной народной партии.
В 1934 году Бакман стал членом Национал-социалистического союза учителей, а в 1937 году он вступил в НСДАП. В 1939 году Райнхольд Бакман вступил в СС, а в 1941 — присоединился к Национал-социалистическому авиакорпусу. В 1943 году он стал членом совета в венской городской библиотеке (Wienbibliothek im Rathaus). После окончания Второй мировой войны в Европе, 24 июля 1945 года, Бакманн был уволен со службы, но вскоре ему было разрешено возобновить свои работы по Грильпарцеру. В целом, в исследованиях Бакмана акцент был сделан прежде всего на австрийскую литературу: с 1928 по 1932, а затем вновь с 1942 года он жил в Вене, где — после смерти первого издателя Августа Зауэра — продолжал выпускать по заказу городских властей 42-томное историко-критическое собрание работ Грильпарцера. Райнхольд Бакман скончался в Вене 4 марта 1947 года.

## Награды
- Серебряная медаль Грильпарцер от города Вены (1941)
- Железный Крест второго и первого классов (1914)
- Орден Альбрехта второго класса с мечами
- Крест «За военные заслуги» третьего класса
- Почётный крест Первой мировой войны 1914/1918

## Работы
- Der Kampf um das endgültige Grillparzer-Bild beginnt / Backmann, Reinhold. — Wien : Deutscher Verl. f. Jugend u. Volk, 1938.
- Tagebücher u. literar. Skizzenhefte : T. 6 ; 1856—1870 ; Nr 4149-4398 mit d. Nachtr. ; Nr 4399-4422 u. d. Verz. d. Bibliothek / [Mitarb.: Reinhold Backmann ; Adolf Hoffmann; etc.] Grillparzer, Franz. — Wien ; Leipzig : Gerlach & Wiedling, 1930.